# ماونیاجا
ماونیاجا (به ایتالیایی: Macugnaga) یک کومونه در ایتالیا است که در استان وربانو-کوزیو-اوسولا واقع شده‌است.

## خصوصیات
ماونیاجا ۹۸ کیلومترمربع مساحت و ۶۲۶ نفر جمعیت دارد و ۱٬۳۲۷ متر بالاتر از سطح دریا واقع شده‌است.